# Fermo Camellini
Fermo Camellini (* 7. Dezember 1914 in Scandiano; † 27. August 2010 in Beaulieu-sur-Mer) war ein italienisch-französischer Radrennfahrer.
Fermo Camellini war Profi-Radrennfahrer von 1937 bis 1950. 1942 wurde er Zehnter der Vuelta a España. Das Eintagesrennen Tour de Haute-Savoie gewann er 1942. Beim Giro d’Italia 1946 trug er vier Tage lang das Maglia Rosa. 1945 gewann er Paris–Reims, 1946 Paris–Nizza und Nizza–Mont Agel sowie 1948 den Wallonischen Pfeil. Zudem startete er dreimal bei der Tour de France; 1947 wurde er Siebter der Gesamtwertung und gewann zwei Etappen sowie die Bergwertung am Col du Galibier, 1948 belegte er den achten Gesamtrang. 1947 gewann er die erste Etappe der ersten Austragung des Critériums du Dauphiné und belegte 1948 den zweiten Platz in der Saisonwertung Challenge Desgrange-Colombo.
Camellini war gebürtiger Italiener, nahm aber 1948 die französische Staatsbürgerschaft an. 2010 starb er im Alter von 95 Jahren und als ältester noch lebender Sieger von Paris–Nizza im französischen Beaulieu-sur-Mer, wo er ein Fahrradgeschäft betrieben hatte.